# Craig Parker
Craig Parker (Suva, 1970. november 12.) a Fidzsi-szigeteken született új-zélandi színész. 
A Gyűrűk Ura filmtrilógia révén vált híressé, melyben Haldír szerepét játszotta.

## Élete
Parker nyíltan felvállalja homoszexualitását.

## Filmjei
- 2014 – Az uralkodónő – Stéphane Narcisse
- 2012 – Spartacus: Bosszú {Spartacus: Vengeance} – Claudius Glaber
- 2011 – Spartacus: Az aréna istenei {Spartacus: The Gods of the Arena} – Claudius Glaber
- 2010 – Spartacus: Vér és homok {Spartacus: Blood and Sand} – Claudius Glaber
- 2009 – Underworld 3 {Underworld 3 – Rise of the Lycans} – Sabas
- 2008 – A hős legendája - Darken Rahl
- 2002 – A Gyűrűk Ura: A két torony (The Lord of the Rings: The Two Towers) – Haldír
- 2001 – Úgysem hall senki (No One Can Hear You) – Henley
- 2001 – A Gyűrűk Ura: A Gyűrű Szövetsége (The Lord of the Rings: The Fellowship of the Ring) – Haldír
- 1998 – Az ifjú Herkules kalandjai (Young Herkules) – Lucius
- 1997 – Xena: A harcos hercegnő (Xena: Warrior Princess) – Prince Sarpedon, Cleades, Bellerophon